# Lihou
Lihou (/ˈliːuː/) là một hòn đảo thủy triều nhỏ nằm ngay ngoài khơi bờ biển phía Tây của đảo Guernsey, trong Eo biển Anh, giữa Vương quốc Anh và Pháp. Về mặt hành chính, Lihou là một phần của Giáo xứ St. Peter's ở Địa hạt Guernsey. Mặc dù đã có một số chủ sở hữu trong quá khứ, kể từ năm 2006, hòn đảo này đã được Cục Môi trường Guernsey và Quỹ từ thiện Lihou đồng quản lý. Trong quá khứ, hòn đảo được người dân địa phương sử dụng để thu gom rong biển làm phân bón, nhưng ngày nay Lihou chủ yếu được sử dụng cho du lịch, bao gồm cả các chuyến tham quan của trường học trong địa hạt. Lihou cũng là một trung tâm bảo tồn quan trọng, tạo thành một phần của khu đất ngập nước Ramsar để bảo tồn các loài chim và thực vật quý hiếm cũng như các tàn tích lịch sử của một tu viện và một trang trại.